# Кензо Јокојама
Кензо Јокојама (јап. 横山 謙三; Саитама, 21. јануар 1943) бивши је јапански фудбалер.

## Каријера
Током каријере је играо за Мицубиши.

## Репрезентација
За репрезентацију Јапана дебитовао је 1964. године. Учествовао је и на олимпијским играма 1964. и олимпијским играма 1968. За тај тим је одиграо 49 утакмица.

## Статистика
| Јапан  | Јапан   | Јапан  |
| Година | Наступи | Голови |
| ------ | ------- | ------ |
| 1964.  | 1       | 0      |
| 1965.  | 4       | 0      |
| 1966.  | 6       | 0      |
| 1967.  | 5       | 0      |
| 1968.  | 3       | 0      |
| 1969.  | 3       | 0      |
| 1970.  | 12      | 0      |
| 1971.  | 6       | 0      |
| 1972.  | 3       | 0      |
| 1973.  | 2       | 0      |
| 1974.  | 4       | 0      |
| Укупно | 49      | 0      |